# 5549 Bobstefanik
5549 Bobstefanik eller 1981 GM1 är en asteroid i huvudbältet som upptäcktes den 1 april 1981 av Harvard College Observatory. Den är uppkallad efter den amerikanske astronomen Robert P. Stefanik.
Asteroiden har en diameter på ungefär 6 kilometer och den tillhör asteroidgruppen Eunomia.